# 영국 공중 보건국
영국 공중보건국(Public Health England, PHE)은 2013년 4월 1일 운영을 시작한 영국 보건사회복지부의 한 행정 기관이다. 이 기관이 성립된 것은 〈2012년 보건 및 사회복지법〉에 명시된 영국 보건청(National Health Service, NHS)의 재편에 따른 것이다. 이 기관의 역할은 건강보호국, 약물오용 국가 치료국, 그리고 다른 많은 건강 기관의 역할을 맡았다.<ref>"영국공중보건의 구조"(PDF). 보건부. 2015년 7월 13일 확인</ref>

## 임무와 자원
PHE의 임무는 “국가의 건강을 보호하고 향상시키고 불평등을 해소하는 것”이다. 약 5,000명의 직원을 고용하고 있으며, 이들은 대부분 과학자, 연구원, 공중 보건 전문가들이다. 공중보건국은 2017년에 GlaxoSmithKline에 있는 본부에서 본부와 직원 2,750명을 할로로 이전할 계획을 발표했다.